# استیون سمپل
استیون سمپل (انگلیسی: Steven Sample; ۲۹ نوامبر ۱۹۴۰ – ۲۹ مارس ۲۰۱۶) مهندس برق و سیاست‌مدار اهل ایالات متحده آمریکا بود. وی برنده مدال مؤسسان انجمن مهندسان برق و الکترونیک شده است.